# Амхерстия
Амхе́рстия (лат. Amherstia) — монотипный род древесных растений семейства Бобовые. Единственный вид — Амхе́рстия благоро́дная (Amherstia nobilis) — вечнозелёное дерево, знаменитое своими красивыми крупными цветками, похожими на орхидеи.
Ареал вида ограничен Мьянмой, растение в природе встречается крайне редко. 
Имеется информация, что достоверных находок растения в природе с 1865 года неизвестно.

## Название
Род описан Натаниэлом Валлихом и назван в честь графини Сары Амхерст (англ. Sarah Amherst, 1762—1838), женщины-натуралиста, ботаника, исследователя флоры Гималаев, Индии, Мьянмы; она была женой английского государственного деятеля Уильяма Питта Амхерста (1773—1857), в 1823—1828 годах исполнявшего обязанности генерал-губернатора Бенгалии, и сопровождала его в поездках.

## Ботаническое описание

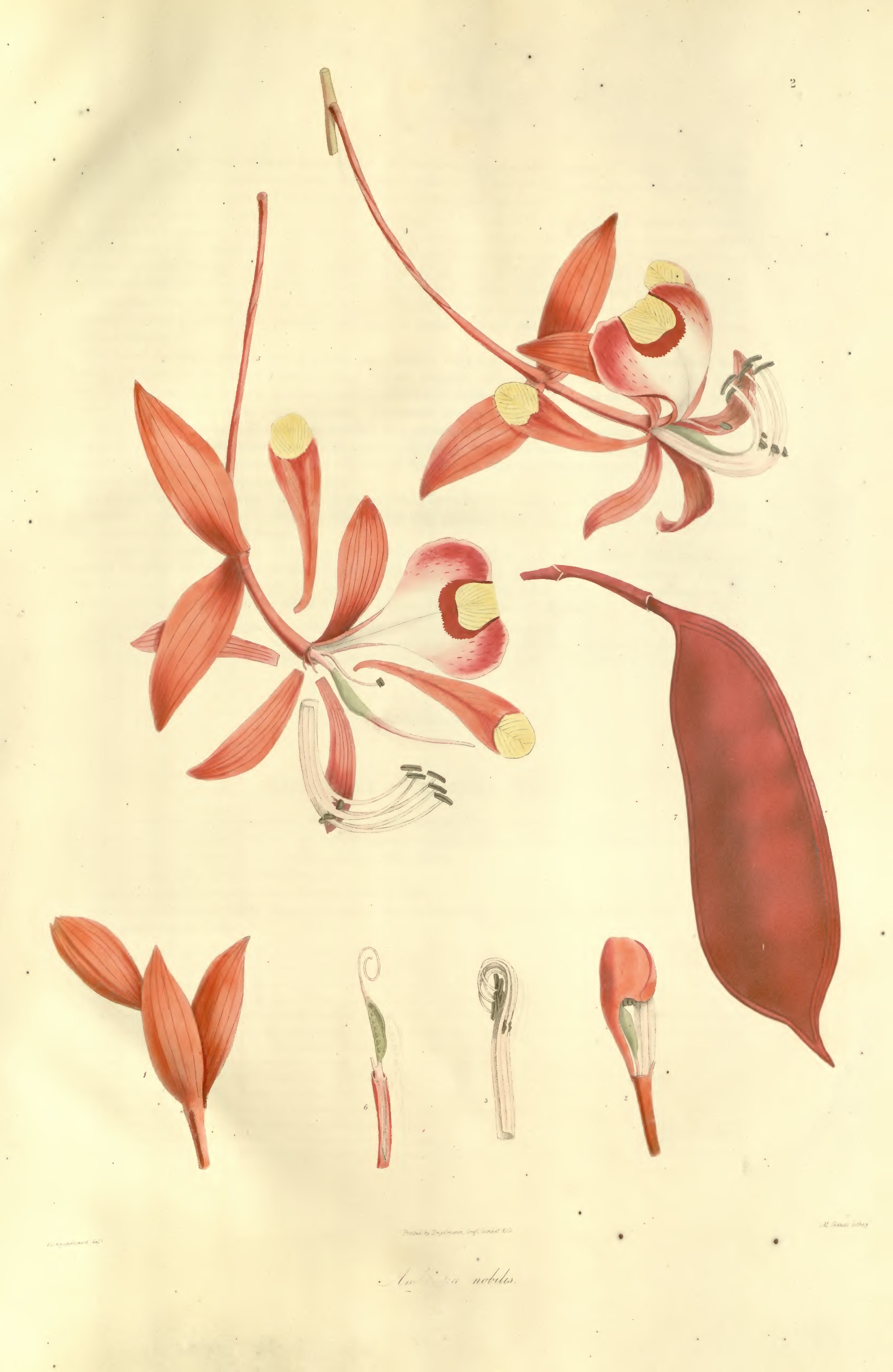
Амхерстия благородная. Иллюстрация из книги «Plantae Asiaticae Rariores» (1830)

Амхерстия благородная — дерево высотой 9—12 м.
Листья сложные, парноперистые, с 3—4 парами крупных продолговато-овальных листочков. Нижняя поверхность листа белёсая.
Цветки собраны в длинное соцветие, ось которого ярко-малиновая на конце. Лепестков пять, два из них очень мелкие, остальные неравного размера, ярко-красные. Два лепестка среднего размера на конце жёлтые. Самый широкий лепесток имеет веерообразную форму, волнистый край и жёлтый треугольник на конце. Этот лепесток может достигать 7,5 сантиметров в длину и более 4 сантиметров в ширину у вершины. Тычинок десять, девять из которых частично сливаются в трубку розовой цвета. Тычинки различной длины, более длинные имеют крупные пыльники. Чашечка окрашенная, четырёхзубчатая, так как верхние два зубца срастаются вместе.
Бобы длиной 11—20 см в длину с плотной деревянистой оболочкой.

## Использование
Очень декоративное дерево, особенно привлекательное во время цветения.
Вид культивируется в тропических районах (зона USDA 10—11). Для регулярного цветения необходима высокая влажность почвы. Размножается семенами или черенками. Растёт медленно.